# Tramwaje w Bourboule
Tramwaje w Bourboule − zlikwidowany system komunikacji tramwajowej we francuskim mieście Bourboule.

## Historia
Tramwaje w Bourboule uruchomiono w 1904. Linia tramwajowa o długości 470 m połączyła kasyno ze stacją kolei linowo-terenowej. Linię zamknięto w 1914.